# Living Building Challenge
Le Living Building Challenge est un programme international de certification des bâtiments durables créé en 2006 par l'International Living Future Institute à but non lucratif . Il est décrit par l'Institut comme une philosophie, un outil de plaidoyer et un programme de certification qui promeut la mesure la plus avancée de la durabilité dans l'environnement bâti. Il peut être appliqué au développement à toutes les échelles, des bâtiments - à la fois dans les nouvelles constructions et les rénovations - aux infrastructures, aux paysages, aux quartiers et aux communautés, et diffère des autres systèmes de certification verte tels que LEED ou BREEAM.

## Intention
L'objectif final du Living Building Challenge est d'encourager la création d'un environnement bâti régénérateur. Le défi consiste à tenter d'élever le niveau des normes de construction, et d'assurer une contribution positive à l'environnement. Il encourage les architectes, les entrepreneurs et les propriétaires d'immeubles à se tourner vers des bâtiments « Vivants », qui fonctionnent avec autant de propreté, de beauté et d’efficacité que la nature elle-même.

### La métaphore de la fleur

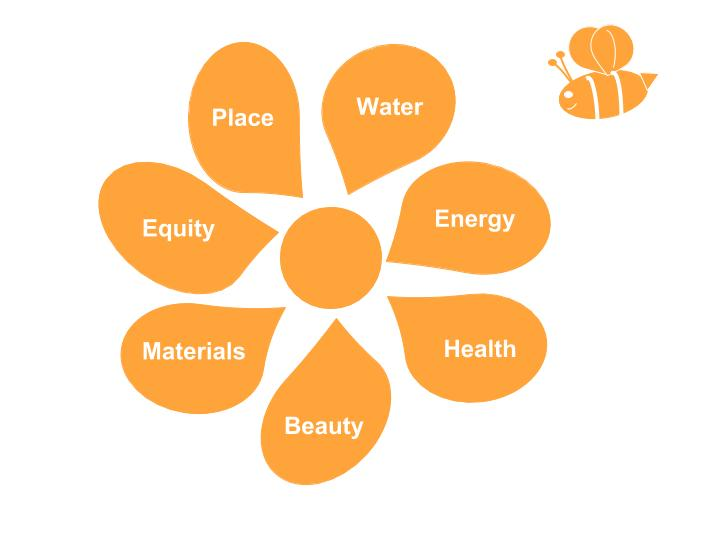
La représentation d'une fleur à sept pétales est utilisée pour le cadre du Living Building Challenge.

Le Living Building Challenges utilise la métaphore de la fleur pour sa représentation. Selon McLennan, les fleurs sont une représentation précise d'un bâtiment véritablement régénérateur qui reçoit toute son énergie du soleil, les nutriments du sol et l'eau du ciel. Semblables à une fleur, ils abritent simultanément d'autres organismes et soutiennent l'écosystème environnant. Ils servent également de beauté et d'inspiration et s'adaptent à leur environnement. Pendant ce temps, les pétales de la fleur représentent chaque zone d'intervention. Ces pétales comprennent les matériaux, le lieu, l'eau, l'énergie, la santé et le bonheur, l'équité et la beauté.

#### Les domaines de performance
Le Living Building Challenge comprend sept domaines de performance: site, eau, énergie, santé et bonheur, matériaux, équité et beauté. Chaque domaine de performance a sa propre intention et est subdivisé en un total de vingt impératifs, dont chacun se concentre sur une sphère d'influence spécifique.

##### Le lieu
Ce pétale est créé dans le but de permettre aux concepteurs d'analyser l'emplacement d'un site et les impacts que la construction aura sur l'environnement et la société avoisinants avant sa construction et pendant son exploitation. Il se concentre sur la création d'une communauté connectée plus centrée sur les piétons, la protection et la restauration de la nature existante et l'encouragement d'un niveau de densité sain. 

##### L'eau
Ce pétale répond directement à la rareté de l'eau. Un bâtiment certifié doit être conçu pour n'utiliser que la quantité d'eau pouvant être récoltée sur place et pour purifier l'eau sans utiliser de produits chimiques. Les projets réalisant ce pétale utilisent souvent des citernes de captage d'eau de pluie, des systèmes d'eaux grises ou en circuit fermé, des toilettes sèches associées aux compostage et d'autres techniques pour réduire et recycler l'eau.

##### L'énergie
Ce pétale se concentre sur la réduction et l'efficacité énergétiques en obligeant le bâtiment à produire sur place 105% de l'énergie dont il a besoin toute l'année. Il vise également à faire évoluer le réseau auquel le bâtiment est connecté vers plus d'énergie renouvelable. 

##### La santé et le bonheur
Ce pétale se concentre sur l'amélioration de la source des problèmes de santé tels que la qualité de l'air intérieur, le confort thermique, le confort visuel et l'intégration de la nature afin d'augmenter la qualité de la santé humaine et la productivité. Les projets utilisent souvent la conception biophilique, l'éclairage naturel, les fenêtres ouvrantes et d'autres techniques pour réaliser ce pétale.

##### Les matériaux
L'intention de ce pétale est de se concentrer sur l'élimination de l'utilisation de matériaux de construction qui ont des impacts environnementaux, sanitaires et sociaux négatifs. Ces impacts comprennent la pollution, l'épuisement des ressources, la perte d'habitat, la déforestation, l'utilisation de produits chimiques toxiques et une grande consommation d'énergie intrinsèque. L'objectif est de pousser l'industrie vers la transparence et de transformer les pratiques d'extraction et de production. Cela se fait en exigeant que les projets évitent tous les matériaux de la liste rouge et déclarent tous les matériaux utilisés et leurs informations sur le fabricant et l'extraction. De plus, les projets réalisent ce pétale en créant un plan de gestion de la conservation des matériaux, en utilisant des matériaux récupérés, en suivant les sources de localisation des matériaux du projet, en utilisant des produits avec des étiquettes Declare, entre autres tâches.

##### L'équité
Ce pétale vise à changer l'état d'esprit de la société dans lequel la propriété permet aux propriétaires d'externaliser les impacts environnementaux négatifs sur les autres. Cela se fait en créant des espaces où les personnes de toutes capacités, handicaps, âges et statut économique ont un accès égal. Il exige également que le projet ne perturbe pas l'accès d'un autre site à la lumière du soleil, à l'air frais et à l'eau propre.

##### La beauté
Enfin, le pétale de beauté vise à encourager les équipes de projet à déployer des efforts réels et réfléchis pour embellir le projet. Bien que la beauté ne soit que subjectivement définie dans le cadre, il est souligné que la beauté devrait être un objectif afin d'inspirer et d'améliorer la vie des occupants, des visiteurs et des voisins.